# Афтан (Ајова)
Афтан (енгл. Afton) град је у америчкој савезној држави Ајова. По попису становништва из 2010. у њему је живело 845 становника.

## Демографија
Према попису становништва из 2010. у граду је живело 845 становника, што је -72 (-7.9%) становника више него 2000. године.
| Група             | 2000.       | 2010.       |
| Белци             | 896 (97,7%) | 829 (98,1%) |
| Афроамериканци    | 0 (0,0%)    | 0 (0,0%)    |
| Азијати           | 0 (0,0%)    | 1 (0,1%)    |
| Хиспаноамериканци | 17 (1,9%)   | 8 (0,9%)    |
| Укупно            | 917         | 845         |